# فانتشا
فانتشا (بالإنجليزية: Vaneča)‏ هي منطقة سكنية تقع في سلوفينيا في بريكمورج.[بحاجة لمصدر] يقدر عدد سكانها بـ 410 نسمة ومساحتها 5.94 كم2 وترتفع عن سطح البحر 236.1 متر.